# Peter Gilch
Peter Gilch (* 1970 in Bonn) ist ein deutscher Chemiker. Er ist Professor am Institut für Femtosekundenspektroskopie der Heinrich-Heine-Universität Düsseldorf.

## Leben
Nach dem Abitur studierte Gilch Chemie an der Universität Konstanz. Nach dem Diplom wechselte er an die LMU München, an der er 1999 im Arbeitskreis von Maria-Elisabeth Michel-Beyerle promoviert wurde. Er habilitierte 2004 unter Leitung von Wolfgang Zinth am Lehrstuhl BioMolekulare Optik der LMU München. Nach vier Jahren als Privatdozent nahm er 2009 einen Ruf an die Heinrich-Heine Universität an. Der Schwerpunkt seiner wissenschaftlichen Arbeit liegt auf dem Gebiet der Femtosekunden Fluoreszenzspektroskopie, der transienten UV/Vis-Absorptionsspektroskopie und der Femtosekunden-stimulierten Raman-Spektroskopie (FSRS). Am 21. März 2014 wurde er zum W2-Professor ernannt.
Er ist Mitglied im Munich-Centre for Advanced Photonics (MAP).

## Auszeichnungen
- 1999: Albert-Weller-Preis der Gesellschaft Deutscher Chemiker